# NOB A 21–31
Die zweiachsigen Reisezugwagen der Gattung A und den Nummern 21–31 der Schweizerischen Nordostbahn (NOB) waren ab 1874 im Einsatz.

## Geschichte
1874 liess die NOB bei der Schweizerischen Industrie-Gesellschaft (SIG) elf zweiachsige Personenwagen der 1. Klasse bauen. Die Wagen boten insgesamt 18 Sitzplätze, wovon ein Abteil mit sechs Plätzen ein Damenabteil war. Neben einer Toilette verfügten sie über Petroleumbeleuchtung und Warmluftheizung.
Die Wagen trugen die für die NOB übliche grüne Farbe und hatten eine gelbe Beschriftung. 1892 bis 1893 wurden die Untergestelle der Wagen umgebaut.
1902 bei der Verstaatlichung der Gesellschaft wurden die Wagen von den Schweizerischen Bundesbahnen (SBB) übernommen und bekamen die Nummer 301–311. Wie lange sie im Einsatz waren, ist nicht genau bekannt.